# Thuốc lá nung nóng

Thuốc lá nung nóng gồm điếu thuốc lá đặc chế và thiết bị điện tử đi kèm. Nguồn: CDC

Thuốc lá nung nóng hay còn gọi là thuốc lá làm nóng (tiếng Anh: Heated Tobacco Product) là một loại sản phẩm thuốc lá thế hệ mới , được sản xuất từ nguyên liệu thuốc lá, có dạng điếu, sử dụng thiết bị điện tử để nung nóng điếu thuốc lá đặc chế đến một nhiệt độ nhất định. Khác với thuốc lá điếu truyền thống, thuốc lá nung nóng không tạo ra khói mà sinh ra aerosol (khí hơi), chứa nicotine cho người dùng hít vào. Nhiệt độ để làm nóng nguyên liệu thuốc lá (trực tiếp hoặc gián tiếp) dưới 3500C, thấp hơn so với mức nhiệt khoảng 6000C ở thuốc lá truyền thống.

## Phân loại
Nhiều tổ chức quốc tế đã ban hành văn bản về định nghĩa thuốc lá nung nóng. Theo Cục quản lý Thực phẩm và Dược phẩm Hoa Kỳ (FDA), thuốc lá nung nóng được xác định là thuốc lá nhưng không có quá trình đốt cháy (non-combusted cigarette), khác với sản phẩm thuốc lá điếu có quá trình đốt cháy (combusted cigarette). 
FDA nhận định rằng thiết kế khép kín của thuốc lá nung nóng giúp tránh nguy cơ người dùng tùy biến sản phẩm sai mục đích ban đầu . Quan điểm trên của FDA cũng đồng nhất với Tổ chức Y tế Thế giới (WHO). Hội nghị lần thứ 8 các nước thành viên (COP8) thuộc Công ước khung về Kiểm soát Thuốc lá (FCTC) do WHO chủ trì năm 2018 cũng công nhận sản phẩm thuốc lá nung nóng là thuốc lá, đồng thời lưu ý không nên 

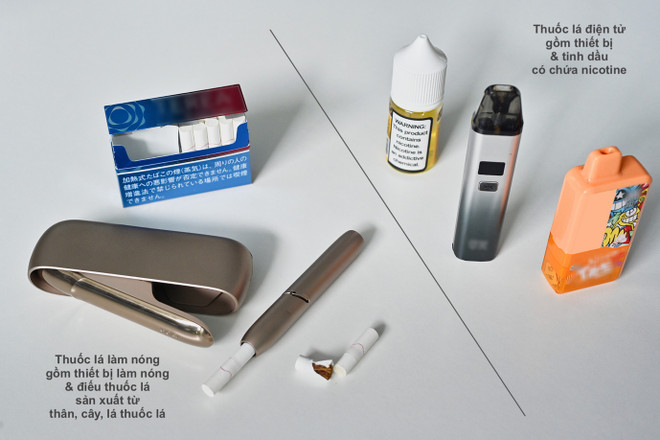
Cần phân biệt rõ ràng sản phẩm thuốc lá làm nóng và thuốc lá điện tử. Nguồn: Vietnam Plus

nhầm lẫn sản phẩm này với thuốc lá điện tử. Theo đó, FCTC khuyến nghị các nước quản lý sản phẩm này theo Công ước khung và các luật kiểm soát thuốc lá của nước sở tại . Điều này tiếp tục được khẳng định trong COP10 vào tháng 02/2024 .
Vào tháng 05/2024, Tổ chức Tiêu chuẩn hóa quốc tế (ISO) đã ban hành 4 tiêu chuẩn ISO đối với sản phẩm thuốc lá nung nóng, bao gồm tiêu chuẩn ISO 6080:2024 về thuật ngữ và định nghĩa đối với thuốc lá nung nóng  và bộ tiêu chuẩn ISO 5501-1:2024 gồm 3 phần đề cập về điều kiện chuẩn để tạo và thu thập aerosol của các dạng thuốc lá nung nóng . Theo đó, thuốc lá nung nóng là sản phẩm có chứa chất nền thuốc lá, được thiết kế để được làm nóng để tạo ra khí hơi chứa nicotine. Tiêu chuẩn này cũng nêu rõ thuốc lá nung nóng là danh mục sản phẩm riêng biệt, không phải là thuốc lá điếu truyền thống, cũng không phải thuốc lá điện tử.

## Khoa học
Dù mức độ gây hại hoặc giảm hại của thuốc lá nung nóng đối với sức khỏe cần được nghiên cứu dài hạn, nhưng chưa có dữ liệu nào cho thấy thuốc lá nung nóng độc hại hơn thuốc lá điếu. Song song đó, Chính phủ và cơ quan y tế tại các quốc gia trên thế giới đã tiến hành nhiều nghiên cứu độc lập nhằm đánh giá tiềm năng giảm tác hại của sản phẩm này so với thuốc lá điếu.
Năm 2019, Cục quản lý Thực phẩm và Dược phẩm Hoa Kỳ (FDA) đã cho phép thương mại cho sản phẩm thuốc lá nung nóng đầu tiên . Đến năm 2020, FDA tiếp tục cấp phép chỉ định cho sản phẩm này là “Sản phẩm Thuốc lá Điều chỉnh về nguy cơ – Giảm thiểu phơi nhiễm” (Modified Risk Tobacco Product – MRTP) và đánh giá là “phù hợp với mục tiêu bảo vệ sức khỏe cộng đồng”  sau khi xem xét hàng triệu trang  

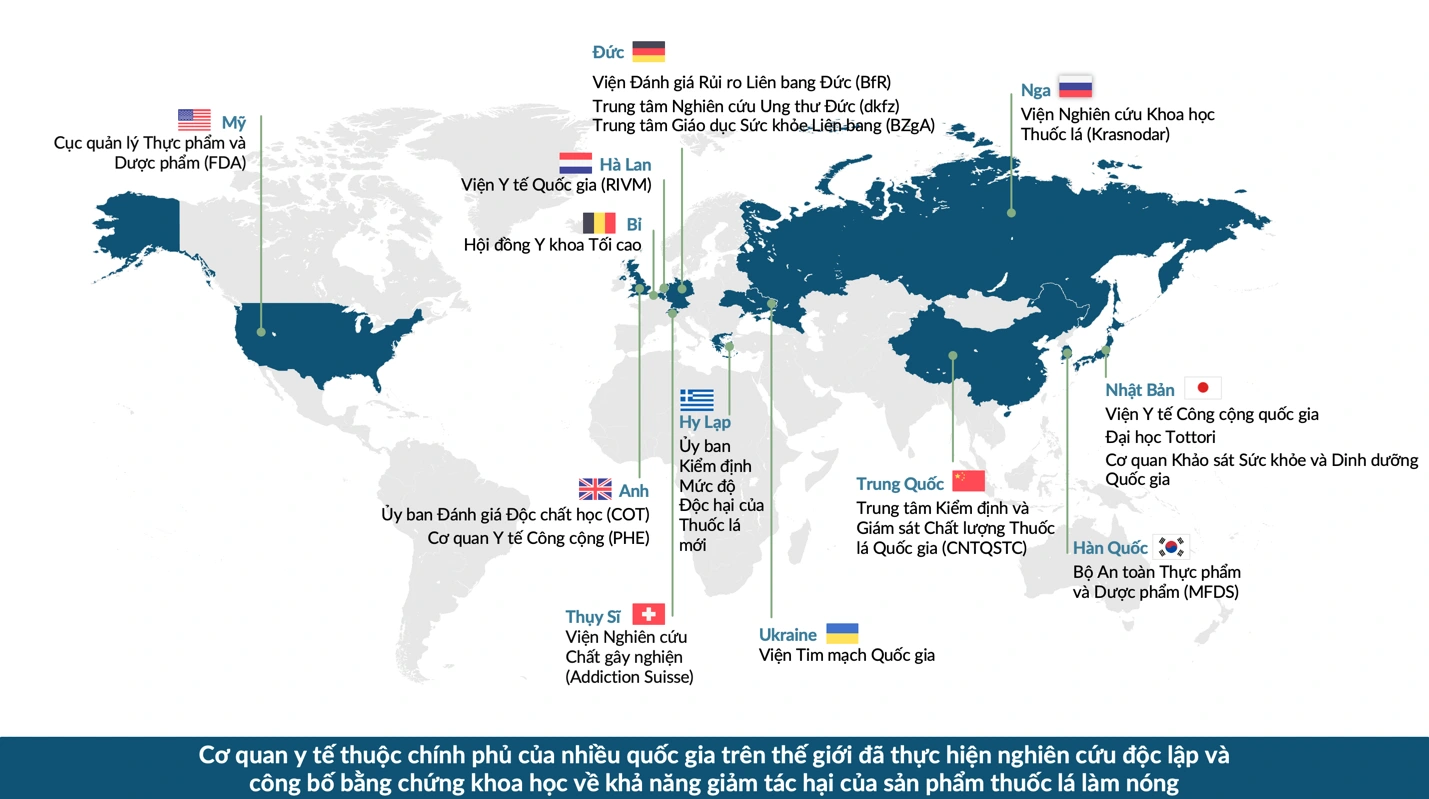
Các cơ quan y tế thuộc nhiều chính phủ các nước trên thế giới đã thực hiện các nghiên cứu độc lập về thuốc lá nung nóng. Nguồn: Vietnam Plus

tài liệu khoa học do nhà sản xuất cung cấp, đồng thời tiến hành các nghiên cứu độc lập. 
Theo đó, có 4 lý do chính cho quyết định này. 
- Thứ nhất, thông qua các chỉ điểm sinh học trên cơ thể người dùng phơi nhiễm với các chất có hại, FDA đánh giá độc tính của loại thuốc lá nung nóng được thẩm định là đã giảm đáng kể so với thuốc lá điếu.[13]
- Thứ hai, các nghiên cứu lâm sàng ngắn hạn đều chưa phát hiện được bất kỳ vấn đề nào liên quan đến sức khỏe hoặc chất lượng của loại thuốc lá nung nóng trên.[12]
- Thứ ba, các nghiên cứu thực nghiệm cho thấy, ít có tình trạng người dùng sử dụng sản phẩm sai mục đích. FDA đánh giá: Thiết kế của sản phẩm thuốc lá nung nóng này khiến người dùng khó có được trải nghiệm trọn vẹn nếu sử dụng sai cách.[5]
- Thứ tư, tỷ lệ sử dụng loại thuốc lá nung nóng này trong giới trẻ và những người chưa từng hút thuốc là rất thấp, qua khảo sát ở nhiều quốc gia. Trong khi đó, tỷ lệ sử dụng sản phẩm cao nhất là ở những người trưởng thành đang hút thuốc lá điếu.[14]

FDA đã nghiên cứu toàn diện từ cấu tạo sản phẩm (có sử dụng nguyên liệu thuốc lá và có xảy ra quá trình đốt cháy hay không), độc chất học, so sánh hàm lượng các hợp chất hóa học trong khí hơi của thuốc lá nung nóng với khói thuốc lá điếu… đến tác động ở cấp độ cộng đồng như mức độ nhận thức của người tiêu dùng, tính hấp dẫn của sản phẩm, mức độ sử dụng trong giới trẻ và khả năng hỗ trợ người hút thuốc cai thuốc lá điếu. “Điều quan trọng cần lưu ý là những sản phẩm này không an toàn, vì vậy mọi người, đặc biệt là thanh thiếu niên hiện không sử dụng sản phẩm thuốc lá không nên bắt đầu sử dụng chúng hoặc bất kỳ sản phẩm thuốc lá nào khác”, FDA nhấn mạnh.
Cơ quan Y tế Công cộng Anh: Báo cáo bằng chứng thuốc lá nung nóng (Tháng 3/2018):
“So với thuốc lá điếu đốt cháy, thuốc lá nung nóng có khả năng khiến người sử dụng và những người xung quanh giảm phơi nhiễm đối với các hạt vật chất cũng như các hợp chất có hại và có tiềm năng gây hại.”
“Sở cứ hiện có cho thấy các sản phẩm thuốc lá nung nóng có thể ít tác hại hơn đáng kể so với thuốc lá truyền thống”.  
Ủy ban về Độc chất học (COT) của Anh: Công bố về đánh giá độc tính của các sản phẩm thuốc lá nung nóng  (Tháng 12/2017):
“Đối với những người hút thuốc quyết định sử dụng thuốc lá nung nóng, nguy cơ có khả năng sẽ giảm so với việc tiếp tục hút thuốc lá điếu đốt cháy vì mức độ phơi nhiễm với các hợp chất có hại và có tiềm năng gây hại giảm đi. Tuy nhiên, việc sử dụng thuốc lá nung nóng sẽ có nguy cơ cao hơn so với việc ngừng hút thuốc hoàn toàn.” 
Viện Đánh giá Nguy cơ Liên bang Đức (BfR)
Viện Đánh giá Nguy cơ Liên bang Đức (BfR) đã thực hiện các các nghiên cứu liên tiếp được công bố trên các tạp chí được bình duyệt và các nghiên cứu đều nhất quán cho thấy thuốc lá nung nóng làm giảm hàm lượng độc chất và có khả năng giảm mức độ phơi nhiễm với các chất gây hại. 
1. Mallock và cộng sự, 2019: “Việc giảm đáng kể (>99%) các chất gây ung thư chính theo Fowles và Dybing, chẳng hạn như benzen và 1,3-butandien, cũng như việc giảm đáng kể tổng thể các chất gây hại được cho là sẽ có tác động làm thay đổi nguy cơ đối với sức khỏe nếu mọi người cai hoàn toàn các sản phẩm thuốc lá khác."[18]
2. Mallock và cộng sự, 2018: “Nghiên cứu của chúng tôi xác nhận rằng trong khí hơi (aerosol) của thuốc lá nung nóng được sử dụng để phân tích, mức độ các chất gây ung thư chính giảm đáng kể so với thuốc lá điếu đốt cháy thông thường và việc giám sát khí hơi (aerosol) này bằng quy trình máy hút thuốc tiêu chuẩn sẽ tạo ra dữ liệu đáng tin cậy và có thể tái sử dụng, cung cấp cơ sở hữu ích để đánh giá mức độ phơi nhiễm và nguy cơ đối với sức khỏe con người.”[19]
3. Pieper và cộng sự, 2018: “Khi so sánh các hợp chất carbonyl formaldehyde, acetaldehyde, acrolein và crotonaldehyde, khí hơi (aerosol) của thuốc lá nung nóng có hàm lượng giảm đáng kể, từ 80 - 96%, so với thuốc lá điếu đốt cháy thông thường. Lượng các hợp chất dễ bay hơi và bay hơi một phần trong khí hơi (aerosol) của thuốc lá nung nóng thậm chí còn thấp hơn  97 - 99% so với thuốc lá điếu đốt cháy thông thường.” [20]

Cục Y tế Môi trường Nhật Bản, Viện Y tế Công cộng Quốc gia Nhật Bản (NIPH) - thành viên Mạng lưới Phòng thí nghiệm Thuốc lá của WHO (TobLabNet):
Tháng 9/2017, Viện Y tế đã phân tích nồng độ nicotine, nhựa thuốc lá (tar), carbon monoxide (CO) và nitrosamine đặc trưng của thuốc lá (TSNA) trong luồng khí hơi (aerosol) chính và trong lõi của điếu thuốc lá nung nóng đặc chế, so sánh với thuốc lá điếu đốt cháy tham chiếu (3R4F và 1R5F) bằng cách sử dụng Phương pháp của TobLabNet (WHO) và phát hiện có sự sụt giảm đáng kể về hàm lượng của một số chất hóa học.
“Hàm lượng của các hợp chất gây hại trong luồng khí hơi (aerosol) chính của thuốc lá nung nóng thấp hơn nhiều so với hàm lượng trong khói thuốc lá điếu đốt cháy thông thường.”
“Trong nghiên cứu này, chúng tôi có thể cung cấp thông tin quan trọng cho thấy hàm lượng của các hợp chất gây hại trong luồng khí hơi (aerosol) chính của thuốc lá nung nóng thấp hơn nhiều so với thuốc lá điếu đốt cháy thông thường. Mặc dù có nồng độ thấp nhưng các hợp chất gây hại vẫn hiện diện trong luồng khí hơi (aerosol) chính của thuốc lá nung nóng.”
“Nồng độ nicotine trong luồng khí hơi (aerosol) chính và trong lõi của thuốc lá nung nóng gần giống như trong khói của thuốc lá điếu đốt cháy thông thường, trong khi nồng độ TSNA bằng 1/5 và CO bằng 1/100 so với thuốc lá điếu đốt cháy thông thường. Các hợp chất gây hại này không được loại bỏ hoàn toàn khỏi khí hơi (aerosol) của thuốc lá nung nóng, do đó cần phải xem xét ảnh hưởng sức khỏe và quy định quản lý của thuốc lá nung nóng.”
Nghiên cứu bình duyệt: Phương pháp so sánh tác động gây ung thư của các sản phẩm thuốc lá – Nghiên cứu trường hợp điển hình giữa thuốc lá nung nóng và thuốc lá điếu (Tháng 5/2020):
Các nhà nghiên cứu thuộc Viện Y tế Công Cộng và Môi trường Quốc Gia Hà Lan  (RIVM) đã phân tích mức độ phơi nhiễm với các chất gây ung thư chính và nhận thấy: “Sự thay đổi về phơi nhiễm tích lũy được ước tính thấp hơn từ 10 đến 25 lần khi sử dụng thuốc lá nung nóng thay vì thuốc lá điếu đốt cháy.[...] Nhìn chung, kết luận là dường như có thể bảo đảm rằng việc tiêu thụ thuốc lá nung nóng thay vì thuốc lá điếu đốt cháy sẽ có liên quan đến sự gia tăng đáng kể về tuổi thọ đối với nhóm những người hút thuốc có thể chết vì ung thư. Tuy nhiên, tác động tiêu cực đến sức khỏe dự kiến vẫn sẽ tồn tại khi sử dụng các sản phẩm thuốc lá nung nóng so với việc hoàn toàn không sử dụng các sản phẩm thuốc lá”.
Các nghiên cứu về tỷ lệ sử dụng và bắt đầu sử dụng thuốc lá nung nóng trong giới trẻ:
Bằng chứng quốc tế cho thấy, những mối quan ngại về việc giới trẻ sử dụng thuốc lá điện tử, đặc biệt là thuốc lá điện tử dùng một lần, được ghi nhận là không giống như đối với các sản phẩm thuốc lá nung nóng. Điều này thể hiện trong nhiều nghiên cứu và đánh giá bằng chứng được thực hiện độc lập và xác nhận bởi các cơ quan Chính phủ trên toàn cầu. Ngoài ra, các bằng chứng cũng cho thấy việc sử dụng thuốc lá nung nóng trong giới trẻ là rất hiếm, kể cả ở những thị trường mà thuốc lá nung nóng đã được lưu hành trong nhiều năm. 
Trong báo cáo "Khảo sát quốc gia về tỷ lệ sử dụng thuốc lá thế hệ mới trong giới trẻ vào năm 2024 của Trung tâm Kiểm soát và Phòng ngừa Dịch bệnh (CDC Hoa Kỳ)", tỷ lệ sử dụng thuốc lá nung nóng ở giới trẻ Mỹ hiện chỉ chiếm dưới 0,8%, thấp hơn rất nhiều so với thuốc lá điện tử và thuốc lá điếu. 

Biểu đồ: Tỷ lệ sử dụng các sản phẩm thuốc lá trong nhóm học sinh THCS và THPT – Khảo sát quốc gia về tỷ lệ sử dụng thuốc lá trong giới trẻ Hoa Kỳ, so sánh giữa năm 2023 và 2024 (Nguồn: CDC Hoa Kỳ, ngày 17/10/2024)

Tại Mỹ, “Khảo sát Quốc gia về Thanh thiếu niên sử dụng sản phẩm thuốc lá và các yếu tố liên quan ở học sinh Trung học Cơ sở và Trung học Phổ thông năm” 2019-2020, được thực hiện trên 150.516 học sinh trung học ở bang California, cho thấy mức độ sử dụng thuốc lá nung nóng ở học sinh rất thấp. Mặc dù 8,9% học sinh cho biết đã nghe nói về sản phẩm này, chỉ 0,67% từng dùng thử và 0,2% là người dùng hiện tại (trong vòng 30 ngày trước khảo sát). Đáng chú ý, trong nhóm học sinh chưa từng hút thuốc lá điếu hoặc sử dụng thuốc lá điện tử, chỉ 0,01% cho biết đã sử dụng thuốc lá nung nóng (cũng trong 30 ngày trước khảo sát). 
Khảo sát của tổ chức Action on Smoking and Health (ASH) và công ty phân tích dữ liệu YouGov vào năm 2021 cho thấy tỷ lệ tiếp cận và sử dụng thuốc lá nung nóng trong nhóm thanh thiếu niên từ 11-18 tuổi tại Anh ở mức rất thấp, mặc dù sản phẩm này đã được đưa ra thị trường từ năm 2015. Chỉ 0,9% từng thử hút thuốc lá nung nóng nhưng hiện tại không còn sử dụng và 0,3% đang sử dụng tại thời điểm khảo sát.
Trong lần khảo sát thứ 9 của nghiên cứu quốc tế “Hành vi sức khỏe ở trẻ em trong độ tuổi đi học” (HBSC) do WHO (khu vực châu Âu) bảo trợ tại Thụy Sĩ (2018), 805 lớp học được chọn ngẫu nhiên từ các trường công lập trên toàn quốc nhằm theo dõi hành vi sức khỏe của học sinh từ 11-15 tuổi. Kết quả cho thấy chỉ dưới 1% trẻ em trai và gái 14 tuổi; dưới 2% trẻ em trai và khoảng 1% trẻ em gái độ tuổi 15 đã từng sử dụng thuốc lá nung nóng ít nhất 1 lần trong đời.
Một nghiên cứu được thực hiện trên nhóm người trẻ tại Đan Mạch cho thấy 0,3% người tham gia khảo sát sử dụng sản phẩm thuốc lá nung nóng với tần suất hằng ngày hoặc thỉnh thoảng, trong khi một nghiên cứu tại Hà Lan ghi nhận 0,00% người từ 13–17 tuổi đang sử dụng thuốc lá nung nóng tại thời điểm khảo sát.
Một nghiên cứu cắt ngang lặp lại quy mô lớn trên nhóm tuổi từ 16–19 tại Canada (N = 11.714), Anh (N = 11.170) và Hoa Kỳ (N = 11.838) trong các năm 2017, 2018 và 2019 cho thấy tỷ lệ người sử dụng thuốc lá nung nóng trong 30 ngày qua không vượt quá 1,4%, và được các tác giả mô tả là “hiếm khi” . Trong một nghiên cứu được thực hiện riêng tại Canada trong giai đoạn 2020–2021 (công bố năm 2024), các nhà nghiên cứu ghi nhận 0,8% học sinh trung học phổ thông đã sử dụng sản phẩm thuốc lá nung nóng trong vòng 30 ngày trước thời điểm khảo sát.

## Chính sách kiểm soát
Trong chính sách kiểm soát thuốc lá nung nóng, thế giới đang chia làm hai thái cực: đưa vào quản lý có điều kiện hoặc cấm hoàn toàn. Với phương án cho phép lưu hành, nhiều nước đã công bố thành tựu đáng kể trong việc giảm tỷ lệ hút thuốc lá điếu vượt mục tiêu kỳ vọng mà WHO đặt ra. Ngược lại, các quốc gia đang cấm cho thấy sự “hụt hơi” khi lao vào cuộc chiến chống buôn lậu không hồi kết đối với các mặt hàng thuốc lá thế hệ mới.
Báo cáo toàn diện về nghiên cứu và bằng chứng về các sản phẩm thuốc lá thế hệ mới và mới nổi, cụ thể là thuốc lá nung nóng năm 2024 do WHO công bố tại COP10 thống kê, trong 195 quốc gia và vùng lãnh thổ, có 69 quốc gia quy định cụ thể về thuốc lá nung nóng dưới dạng cụ thể bao gồm thuốc lá thông thường, thuốc lá thế hệ mới, thuốc lá không khói hay các dạng khác. 86 quốc gia khác ngầm quản lý nhóm sản phẩm này theo quy định như đối thuốc lá truyền thống. Đáng chú ý, có 175 khu vực không cấm kinh doanh thuốc lá nung nóng, 57 khu vực chỉ cấm sử dụng tại nơi công cộng, 46 quốc gia đưa ra những yêu cầu dán nhãn đối với nhóm sản phẩm này và 67 nước áp dụng quy định về quảng cáo, tài trợ tương tự như thuốc lá truyền thống.
Trước đó, năm 2023, trong báo cáo "Tóm tắt nghiên cứu và bằng chứng về tác động sức khỏe của thuốc lá nung nóng", WHO khuyến nghị:" Trước khi chứng minh được người đã chuyển đổi hoàn toàn từ thuốc lá điếu sang thuốc lá nung nóng sẽ giảm nguy cơ mắc các bệnh liên quan đến thuốc lá, thì các sản phẩm này nên chịu mức thuế tương tự như thuốc lá điếu”. Đồng thời, tổ chức này cũng khuyến nghị các quốc gia nên tiếp tục giám sát tất cả mọi sản phẩm thuốc lá và triển khai các biện pháp bảo vệ sức khỏe cộng đồng.

Nguồn dữ liệu: Báo cáo thu nhập hàng năm và hàng quý của JTI và PMI 2014-2023

Tại Nhật Bản, sự phổ biến của sản phẩm không khói đã khiến doanh số thuốc lá truyền thống sụt giảm mạnh. Cụ thể, từ 2015 đến 2023, doanh số thuốc lá điếu tại Nhật đã sụt giảm đến 52% do người hút thuốc lá điếu chuyển sang thuốc lá nung nóng, riêng doanh thu thuốc lá điếu trong giai đoạn 2016-2019 giảm gấp 5 lần so với giai đoạn 2011-2015.
Malaysia vào tháng 11/2018 cũng cho phép lưu hành thuốc lá nung nóng dưới luật kiểm soát thuốc lá hiện hành. Tháng 10/2024, định nghĩa về thuốc lá nung nóng đã được bổ sung vào "Luật Kiểm soát Thuốc lá vì sức khỏe cộng đồng năm 2024", đồng thời các quy định về bao bì, nhãn mác và doanh thu đối với thuốc lá nung nóng sản phẩm này cũng được đề cập đến.
Tại Châu Âu, ngày 23/3/2023, Bộ Y tế Hy Lạp đã phê duyệt công bố giảm độc tính cho một loại thuốc lá nung nóng phổ biến, trở thành nước thứ hai sau Hoa Kỳ cho phép các công bố liên quan đến sức khỏe dựa trên đánh giá khoa học từ các cơ quan chức năng có thẩm quyền. 
Tháng 7/2024, New Zealand giảm 50% mức thuế đối với thuốc lá nung nóng nhằm khuyến khích người hút thuốc chuyển sang sản phẩm này như là công cụ giảm tác hại . Tỷ lệ người trưởng thành hút thuốc tại nước này giảm từ 13,3% (2017-2018) xuống 6,8% (2022-2023), sau khi thuốc lá thế hệ mới phổ biến. Với mức giảm đến 49% sau khi cho phép thuốc lá nung nóng, thuốc lá điện tử mà không cần áp dụng chính sách khác, New Zealand đã vượt mục tiêu giảm tỷ lệ hút thuốc lá xuống 30% của WHO.
Tại Thái Lan, dù đã ban hành lệnh cấm thuốc lá điện tử từ 2014, nhưng đến nay nhóm sản phẩm này vẫn được buôn bán tràn lan, kể cả ở khu vực gần trường học, khiến tỷ lệ giới trẻ sử dụng ngày càng gia tăng. Một đại diện phát ngôn Chính phủ cho biết tỷ lệ thanh niên (15–29 tuổi) hút thuốc lá điện tử đã tăng từ 5,8% (năm 2019) lên 12,2% (năm 2024). Do vậy, ngày 20/3 vừa qua, Quốc hội Thái Lan đã chính thức chứng nhận báo cáo từ Ủy ban Đặc biệt KMT về thuốc lá thế hệ mới để trình lên Nội các Chính phủ xem xét và quyết định về quy định kiểm soát thuốc lá thế hệ mới trong tương lai, thay cho hình thức cấm hiện tại.
Tại Việt Nam, Nghị quyết 173/2024/QH15 đã được Quốc hội thông qua, trong đó quy định rõ cấm sản xuất, kinh doanh, nhập khẩu, chứa chấp, vận chuyển, sử dụng thuốc lá điện tử, thuốc lá nung nóng kể từ 01/01/2025 . Tuy nhiên, vẫn còn nhiều bất cập pháp lý trong việc thực thi lệnh cấm khi các luật liên quan về thuốc lá cần được sửa đổi đồng bộ.

## Tham Khảo
1. ↑  CDC (ngày 28 tháng 8 năm 2024). "Heated Tobacco Products". Smoking and Tobacco Use (bằng tiếng Anh). Truy cập ngày 12 tháng 8 năm 2025.
2. ↑  Báo Nhân Dân điện tử (ngày 12 tháng 5 năm 2025). "Sớm ban hành chế tài liên quan thuốc lá thế hệ mới". Báo Nhân Dân điện tử. Truy cập ngày 12 tháng 8 năm 2025.
3. ↑  "Heated tobacco products: information sheet". www.who.int (bằng tiếng Anh). Truy cập ngày 12 tháng 8 năm 2025.
4. ↑  Products, Center for Tobacco (ngày 14 tháng 11 năm 2023). "How are Non-Combusted Cigarettes, Sometimes Called Heat-Not-Burn Products, Different from E-Cigarettes and Cigarettes?". FDA (bằng tiếng Anh).
5. 1 2  "FDA Grand Rounds, Why FDA authorized the marketing of the IQOS heated tobacco product as "appropriate for the protection of the public health," 10/10/2019, 12-1pm EST, presented by Priscilla Callahan-Lyon, M.D._20". collaboration.fda.gov. Truy cập ngày 13 tháng 8 năm 2025.
6. ↑  "Heated tobacco products: information sheet - 2nd edition". www.who.int (bằng tiếng Anh). Truy cập ngày 13 tháng 8 năm 2025.
7. ↑  "Challenges posed by and classification of novel and emerging tobacco products". fctc.who.int (bằng tiếng Anh). Truy cập ngày 13 tháng 8 năm 2025.
8. ↑  "Tiêu chuẩn ISO 6080L2004". www.iso.org. Truy cập ngày 13 tháng 8 năm 2025.
9. ↑  "Tiêu chuẩn ISO 5501-1:2024". www.iso.org. Truy cập ngày 13 tháng 8 năm 2025.
10. ↑  Dân Trí (ngày 23 tháng 10 năm 2024). "Nghiên cứu độc lập về thuốc lá nung nóng cho kết quả ra sao?". Báo điện tử Dân Trí. Truy cập ngày 13 tháng 8 năm 2025.
11. ↑  Báo Thanh Niên (ngày 25 tháng 6 năm 2024). "Thế giới đã nghiên cứu khoa học về thuốc lá làm nóng như thế nào?". Báo Thanh Niên. Truy cập ngày 13 tháng 8 năm 2025.
12. 1 2  Commissioner, Office of the (ngày 9 tháng 8 năm 2024). "FDA permits sale of IQOS Tobacco Heating System through premarket tobacco product application pathway". FDA (bằng tiếng Anh). Truy cập ngày 13 tháng 8 năm 2025.
13. 1 2  Office of the Commissioner (ngày 7 tháng 7 năm 2020). "FDA Authorizes Marketing of IQOS Tobacco Heating System with 'Reduced Exposure' Information". U.S. Food and Drug Administration (bằng tiếng Anh). Bản gốc lưu trữ ngày 20 tháng 12 năm 2020. Truy cập ngày 13 tháng 8 năm 2025.
14. ↑  Scientific Review of Modified Risk Tobacco Product Application (MRTPA). Philip Morris. 2016.
15. ↑  Office of the Commissioner (ngày 7 tháng 7 năm 2020). "FDA Authorizes Marketing of IQOS Tobacco Heating System with 'Reduced Exposure' Information". U.S. Food and Drug Administration (bằng tiếng Anh). Bản gốc lưu trữ ngày 20 tháng 12 năm 2020. Truy cập ngày 13 tháng 8 năm 2025.
16. 1 2 3  "Evidence review of e-cigarettes and heated tobacco products 2018" (PDF).
17. 1 2  "COMMITTEES ON TOXICITY, CARCINOGENICITY AND MUTAGENICITY OF CHEMICALS IN FOOD, CONSUMER PRODUCTS AND THE  ENVIRONMENT (COT, COC and COM)" (PDF).
18. ↑  Mallock, Nadja; Pieper, Elke; Hutzler, Christoph; Henkler-Stephani, Frank; Luch, Andreas (2019). "Heated Tobacco Products: A Review of Current Knowledge and Initial Assessments". Frontiers in Public Health. Quyển 7. tr. 287. doi:10.3389/fpubh.2019.00287. ISSN 2296-2565. PMC 6795920. PMID 31649912.{{Chú thích tạp chí}}:  Quản lý CS1: DOI truy cập mở nhưng không được đánh ký hiệu (liên kết)
19. ↑  Mallock, Nadja; Böss, Lisa; Burk, Robert; Danziger, Martin; Welsch, Tanja; Hahn, Harald; Trieu, Hai-Linh; Hahn, Jürgen; Pieper, Elke (tháng 6 năm 2018). "Levels of selected analytes in the emissions of "heat not burn" tobacco products that are relevant to assess human health risks". Archives of Toxicology. Quyển 92 số 6. tr. 2145–2149. doi:10.1007/s00204-018-2215-y. ISSN 1432-0738. PMC 6002459. PMID 29730817.
20. ↑  Pieper, Elke; Mallock, Nadja; Henkler-Stephani, Frank; Luch, Andreas (ngày 1 tháng 11 năm 2018). "Tabakerhitzer als neues Produkt der Tabakindustrie: Gesundheitliche Risiken". Bundesgesundheitsblatt - Gesundheitsforschung - Gesundheitsschutz (bằng tiếng Đức). Quyển 61 số 11. tr. 1422–1428. doi:10.1007/s00103-018-2823-y. ISSN 1437-1588.
21. 1 2 3 4 5  Bekki, Kanae; Inaba, Yohei; Uchiyama, Shigehisa; Kunugita, Naoki (2017). "Comparison of Chemicals in Mainstream Smoke in Heat-not-burn Tobacco and Combustion Cigarettes". Journal of UOEH. Quyển 39 số 3. tr. 201–207. doi:10.7888/juoeh.39.201. ISSN 0387-821X. PMID 28904270.
22. 1 2  Slob, Wout; Soeteman-Hernández, Lya G.; Bil, Wieneke; Staal, Yvonne C. M.; Stephens, W. Edryd; Talhout, Reinskje (tháng 7 năm 2020). "A Method for Comparing the Impact on Carcinogenicity of Tobacco Products: A Case Study on Heated Tobacco Versus Cigarettes". Risk Analysis: An Official Publication of the Society for Risk Analysis. Quyển 40 số 7. tr. 1355–1366. doi:10.1111/risa.13482. ISSN 1539-6924. PMC 7496151. PMID 32356921.
23. ↑  tử, Báo Nhân Dân điện (ngày 23 tháng 8 năm 2023). "Nhật Bản: Tỷ lệ sử dụng thuốc lá làm nóng ở giới trẻ tiệm cận 0%". Báo Nhân Dân điện tử. Truy cập ngày 13 tháng 8 năm 2025.
24. ↑  CDC (ngày 6 tháng 1 năm 2025). "Youth and Tobacco Use". Smoking and Tobacco Use (bằng tiếng Anh). Truy cập ngày 13 tháng 8 năm 2025.
25. ↑  CDC (ngày 6 tháng 1 năm 2025). "Youth and Tobacco Use". Smoking and Tobacco Use (bằng tiếng Anh). Truy cập ngày 13 tháng 8 năm 2025.
26. ↑  "Nicotine vaping in England: 2022 evidence update summary". GOV.UK (bằng tiếng Anh). Truy cập ngày 13 tháng 8 năm 2025.
27. ↑  "La consommation de substances psychoactives des 11 à 15 ans en Suisse – Situation en 2018 et évolutions depuis 1986" (PDF).
28. ↑  Ansari, S. Michael; Leroy, Patrice; de La Bourdonnaye, Guillaume; Pouly, Sandrine; Reese, Lindsay; Haziza, Christelle (ngày 17 tháng 2 năm 2025). "Differences in biomarkers of potential harm after 2+ years of tobacco heating system use compared to cigarette smoking: a cross-sectional study". Biomarkers. Quyển 30 số 2. tr. 178–191. doi:10.1080/1354750X.2025.2461069. ISSN 1354-750X. PMID 39882959.
29. ↑  "Redirecting". linkinghub.elsevier.com. Truy cập ngày 13 tháng 8 năm 2025.
30. ↑  Caponnetto, Pasquale; Campagna, Davide; Maglia, Marilena; Benfatto, Francesca; Emma, Rosalia; Caruso, Massimo; Caci, Grazia; Busà, Barbara; Pennisi, Alfio (ngày 4 tháng 4 năm 2023). "Comparing the Effectiveness, Tolerability, and Acceptability of Heated Tobacco Products and Refillable Electronic Cigarettes for Cigarette Substitution (CEASEFIRE): Randomized Controlled Trial". JMIR Public Health and Surveillance (bằng tiếng Anh). Quyển 9 số 1. tr. e42628. doi:10.2196/42628.{{Chú thích tạp chí}}:  Quản lý CS1: DOI truy cập mở nhưng không được đánh ký hiệu (liên kết)
31. ↑  "Diễn tiến mới về các sản phẩm không khói trên toàn cầu". laodong.vn. Truy cập ngày 13 tháng 8 năm 2025.
32. ↑  "Kinh nghiệm nước ngoài: Quản lý thuốc lá mới như thế nào?". Báo Đại biểu Nhân dân. ngày 22 tháng 8 năm 2023. Truy cập ngày 13 tháng 8 năm 2025.
33. ↑  "WHO cần nêu rõ bức tranh toàn cảnh về quản lý thuốc lá mới". Báo điện tử Dân Trí. ngày 8 tháng 10 năm 2024. Truy cập ngày 13 tháng 8 năm 2025.
34. ↑  "Thị trường chợ đen thuốc lá mới bùng nổ". laodong.vn. Truy cập ngày 13 tháng 8 năm 2025.
35. ↑  "Comprehensive report on research and evidence on novel and emerging tobacco products, in particular heated tobacco products, in response to paragraphs 2(a)–(d) of decision FCTC/COP8(22)" (PDF).
36. ↑  "Summary of research and evidence of health impacts" (PDF).
37. 1 2  "Cigarette sales halved: heated tobacco products and the Japanese experience". Global State of Tobacco Harm Reduction (bằng tiếng Anh). Truy cập ngày 13 tháng 8 năm 2025.
38. ↑  "Regulatory Framework - Heated Tobacco Products | Malaysia". Tobacco Control Laws (bằng tiếng Anh). Truy cập ngày 13 tháng 8 năm 2025.
39. ↑  "Govt anti-smoking but 'not necessarily anti-nicotine' - associate minister". 1News (bằng tiếng Anh). Truy cập ngày 13 tháng 8 năm 2025.
40. ↑  "Govt anti-smoking but 'not necessarily anti-nicotine' - associate minister". 1News (bằng tiếng Anh). Truy cập ngày 13 tháng 8 năm 2025.
41. ↑  "Quitting Strong: New Zealand's Smoking Cessation Success Story" (PDF). tr. 38.
42. ↑  "สภาฯ รับทราบรายงาน กมธ. บุหรี่ไฟฟ้า เตรียมชง ครม. ชี้ขาดแนวทางกำกับดูแล". mgronline.com (bằng tiếng Thái). ngày 21 tháng 3 năm 2025. Truy cập ngày 13 tháng 8 năm 2025.
43. ↑  Cổng Thông tin điện tử Chính phủ. "Nghị quyết số 173/2024/QH15 của Quốc hội: Về hoạt động chất vấn tại Kỳ họp thứ 8, Quốc hội khóa XV". vanban.chinhphu.vn. Truy cập ngày 13 tháng 8 năm 2025.